# 全日本自動車整備技能競技大会
全日本自動車整備技能競技大会（にほんじどうしゃせいびしぎのうたいかい）は、一般社団法人日本自動車整備振興会連合会（略称：日整連）が主催する自動車整備技能を競う大会。1977年（昭和52年）から毎年東京ビッグサイトで開かれている（第1回は千葉県）。各地方の自動車整備振興会の代表チーム2名1組で参加する。